# Trespuentes
Trespuentes (Tresponde en euskera) es un concejo del municipio de Iruña de Oca, en la provincia de Álava, España.

## Situación
El pueblo se encuentra 12 km al oeste de la ciudad de Vitoria y a unos 7 km por carretera al este de Nanclares de la Oca, capital del municipio de Iruña de Oca. El pueblo está situado entre el río Zadorra y la sierra Brava de Badaya, dentro de la Llanada Alavesa.

## Despoblados
Forma parte del concejo una fracción de los despoblados de:
- Adanna.[1]
- Arrieta.[2]

## Historia

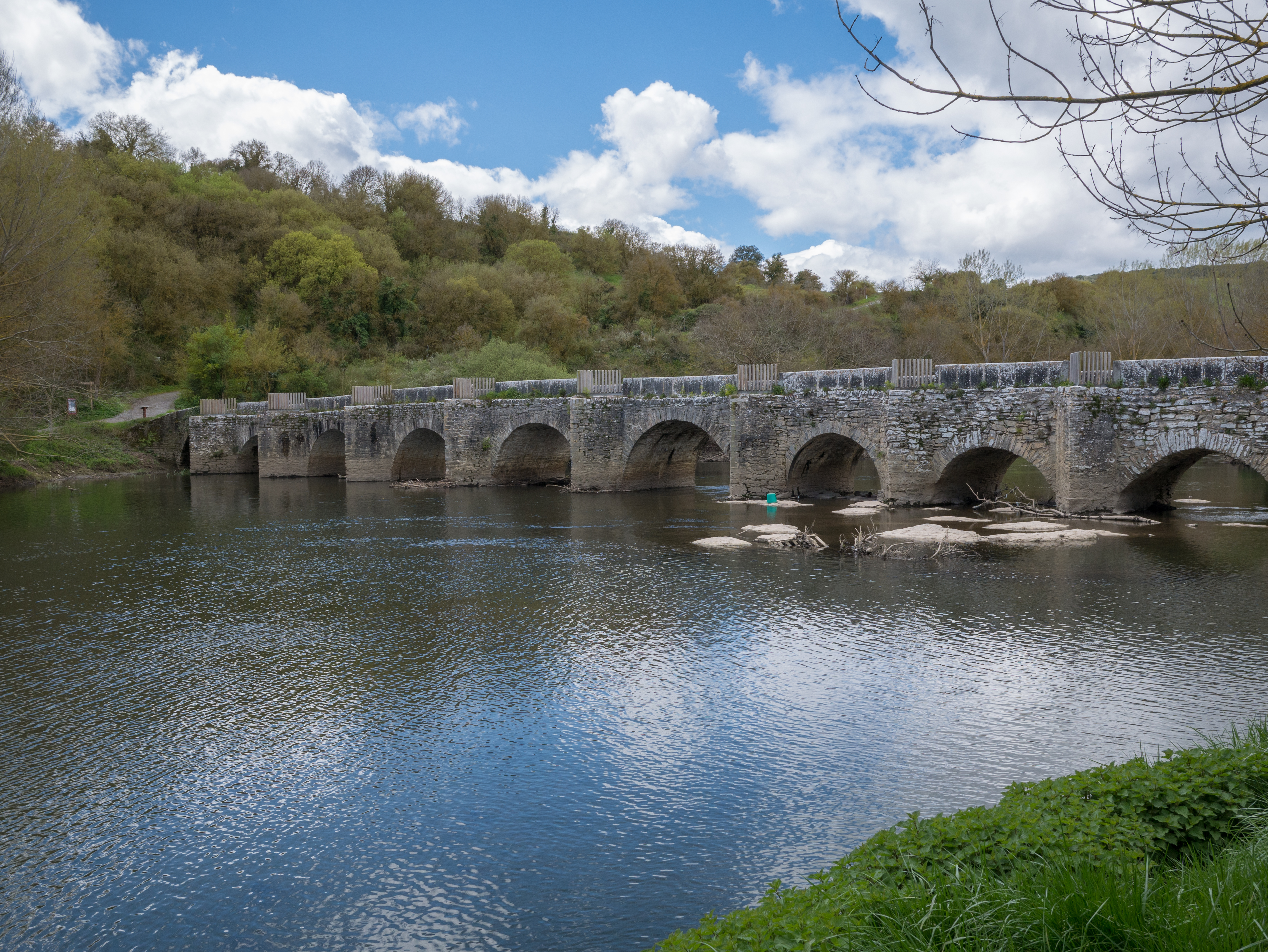
Puente de Trespuentes

Se cree que Trespuentes nació originalmente como un barrio extramuros de la ciudad romana de Iruña-Veleia. Estaba separada de ésta por el río Zadorra y comunicada por el puente romano que aún hoy en día se conserva. Originalmente se llamaba Transpontem (tras el puente) nombre que evolucionaría hacia el actual Trespuentes, aunque etimológicamente no tiene nada que ver con el número tres.
Su primera mención escrita data de 1025, donde se la menciona como Trasponte.
En 1813 el puente de Trespuentes representó un papel muy importante en la batalla de Vitoria, ya que su toma por los ingleses, que fueron guiados por un aldeano local, les permitió caer sobre la retaguardia francesa y desequilibrar la balanza a su favor.
Históricamente ha formado parte junto con la vecina población de Víllodas de la Hermandad de Iruña, que en el siglo XIX se convertiría en un municipio del que Trespuentes fue capital. En 1976 se integraría en el municipio de Iruña de Oca al fusionarse los de Iruña y Nanclares de la Oca.

## Demografía
| Gráfica de evolución demográfica de Trespuentes entre 2000 y 2017 |
|                                                                   |
| Población de derecho según los censos de población del INE.       |

## Monumentos
El concejo es conocido principalmente por su puente de 13 arcos, que fue declarado Monumento Histórico Artístico Nacional.
También son reseñables en el pueblo las ruinas del Convento de Santa Catalina, donde vivieron monjes jerónimos, y posteriormente fue utilizado como refugio y fortaleza en las guerras carlistas. La iglesia parroquial de Santiago Apóstol data de los siglos XV y XVI principalmente. El convento ha sido transformado en un jardín botánico digno de ser visitado.

## Fiestas
Las fiestas patronales se celebran el 26 de mayo.